# 內夫油鯰
內夫油鯰，為輻鰭魚綱鯰形目長鬚鯰科的其中一種，分布於南美洲馬拉開波湖流域，體長可達30公分，棲息在河川中底層水域，屬肉食性，以魚類、昆蟲等為食，生活習性不明，可做為食用魚。

## 擴展閱讀
維基物種上的相關：內夫油鯰